# Biodiversité du sol
 (novembre 2010).
Si vous disposez d'ouvrages ou d'articles de référence ou si vous connaissez des sites web de qualité traitant du thème abordé ici, merci de compléter l'article en donnant les références utiles à sa vérifiabilité et en les liant à la section « Notes et références ».
Pour un article plus général, voir Sol (pédologie).
Pour les articles homonymes, voir Sol.

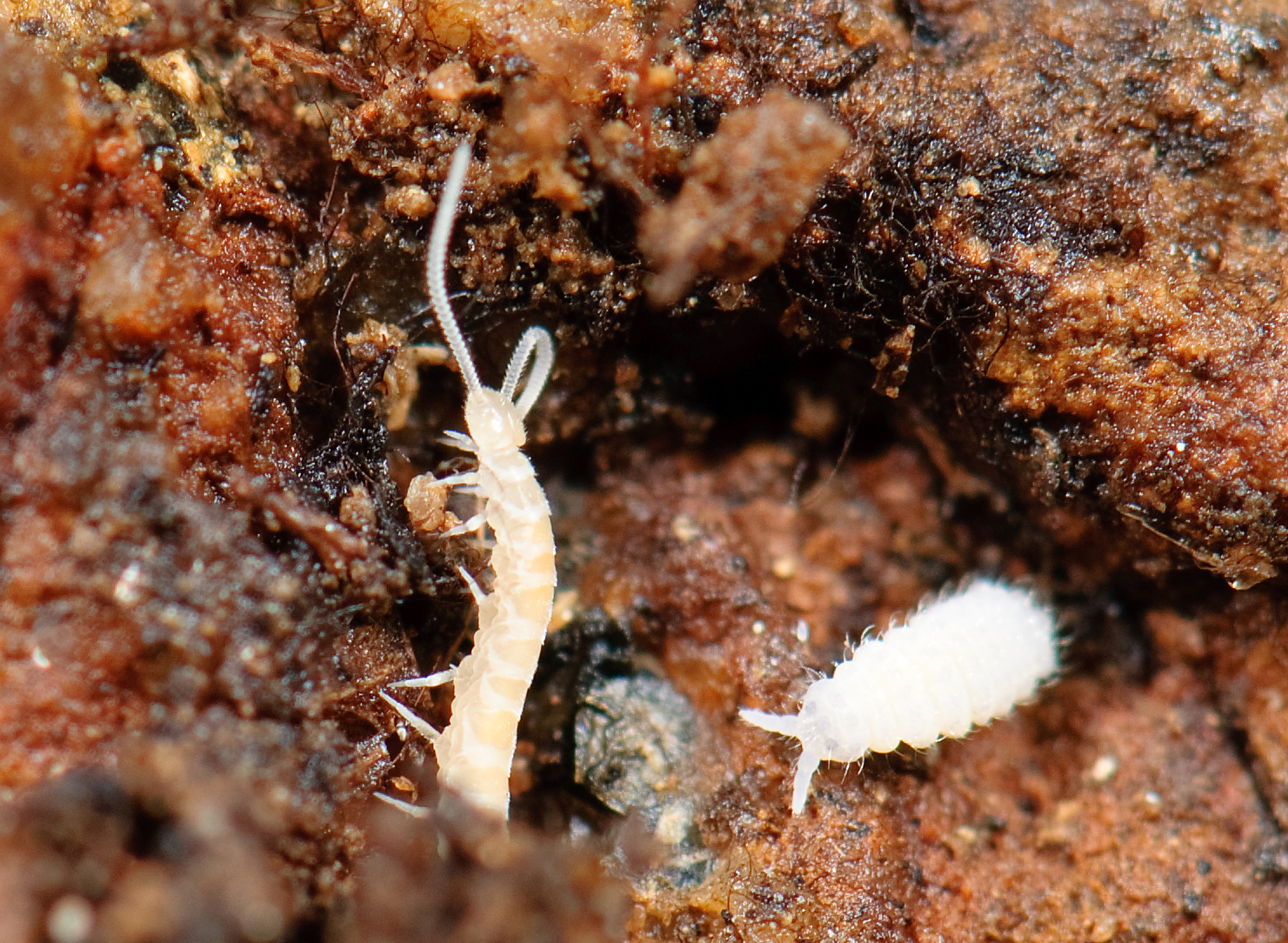
Le sol recèle un trésor vivant insoupçonné. Il est construit par sa biodiversité, qui représente (estimation en 2021) près de 26 % des espèces vivantes connues de la planète (contre 13 % pour les océans). En région tempérée, chaque mètre carré (sur 20 cm de profondeur) abrite en moyenne un millier d'espèces d'invertébrés (dont près de 50 % d'acariens), plus de 10000 espèces de champignons, et 100000 à un million d'espèces de bactéries. Une cuillère à café de sol, soit environ un gramme, héberge en moyenne 100 arthropodes, 1000 à 2000 nématodes, des millions de protozoaires et des centaines de millions de bactéries, 200 m de mycélium de champignons correspondant à 1 million de champignons issu de 1 à 100 milliers d'espèces fongiques saprophages, et plus de 1 milliard de cellules bactériennes, issues de plus de 1 million d'espèces,.

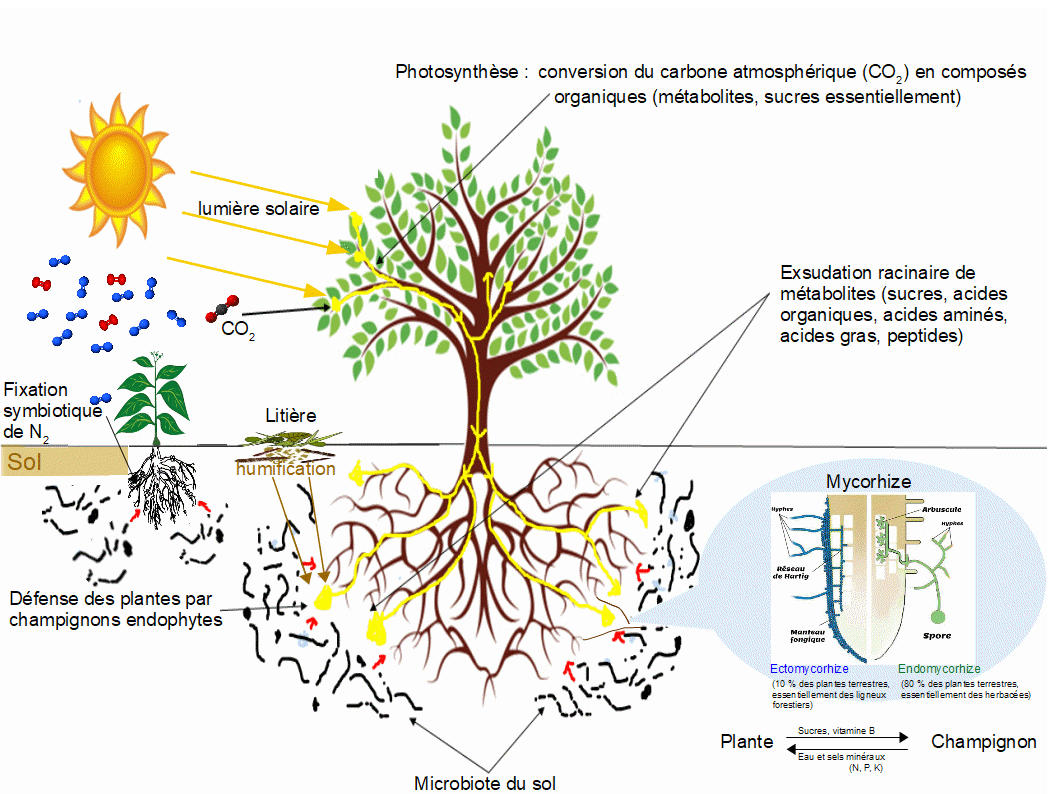
Le rôle du microbiote du sol est considérable et très varié : humification et minéralisation, mycorhization, fixation de l'azote atmosphérique, défense des plantes par champignons endophytes.

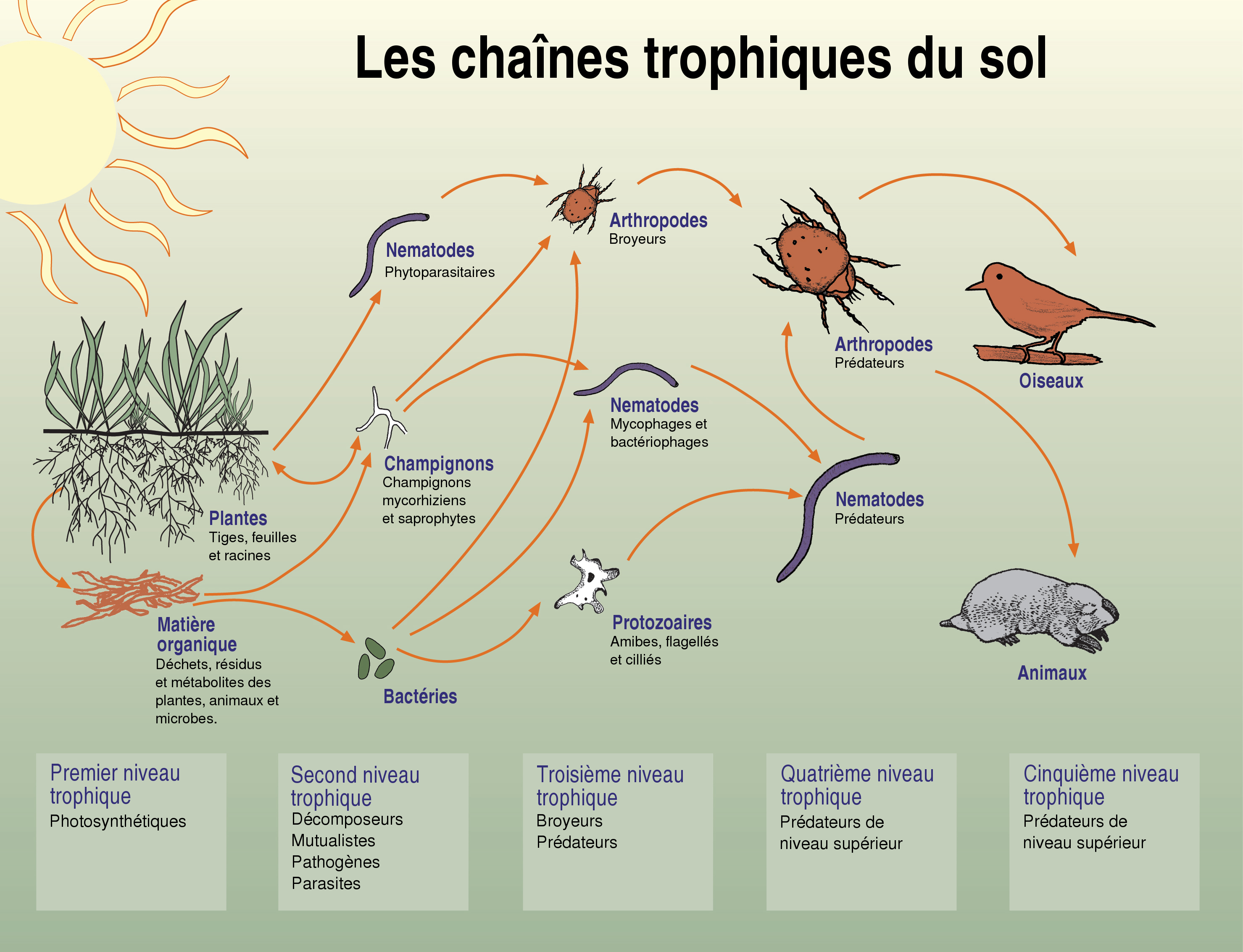
Les organismes du sol font partie de deuxième niveau trophique.

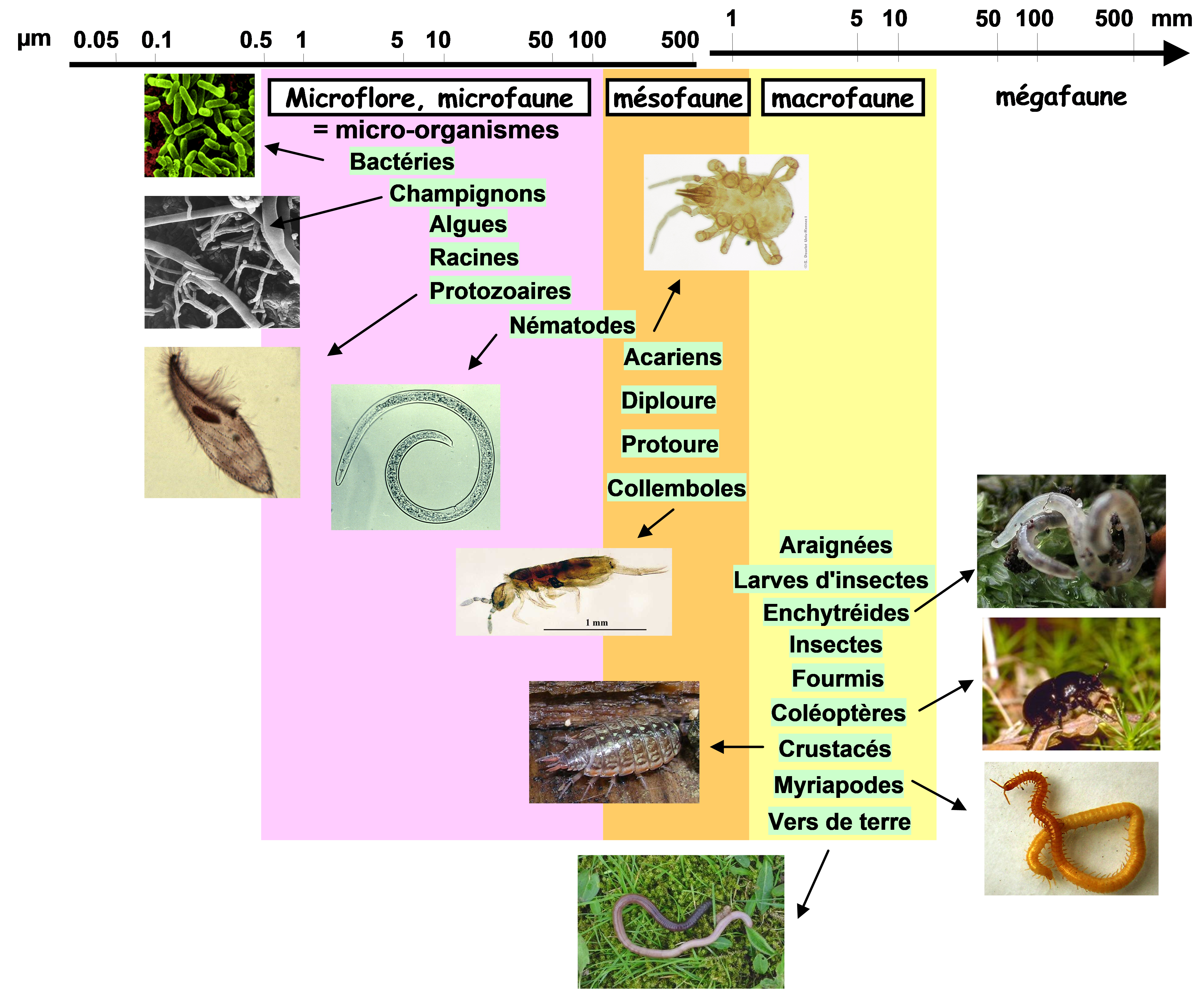
Taille et diversité des organismes du sol.

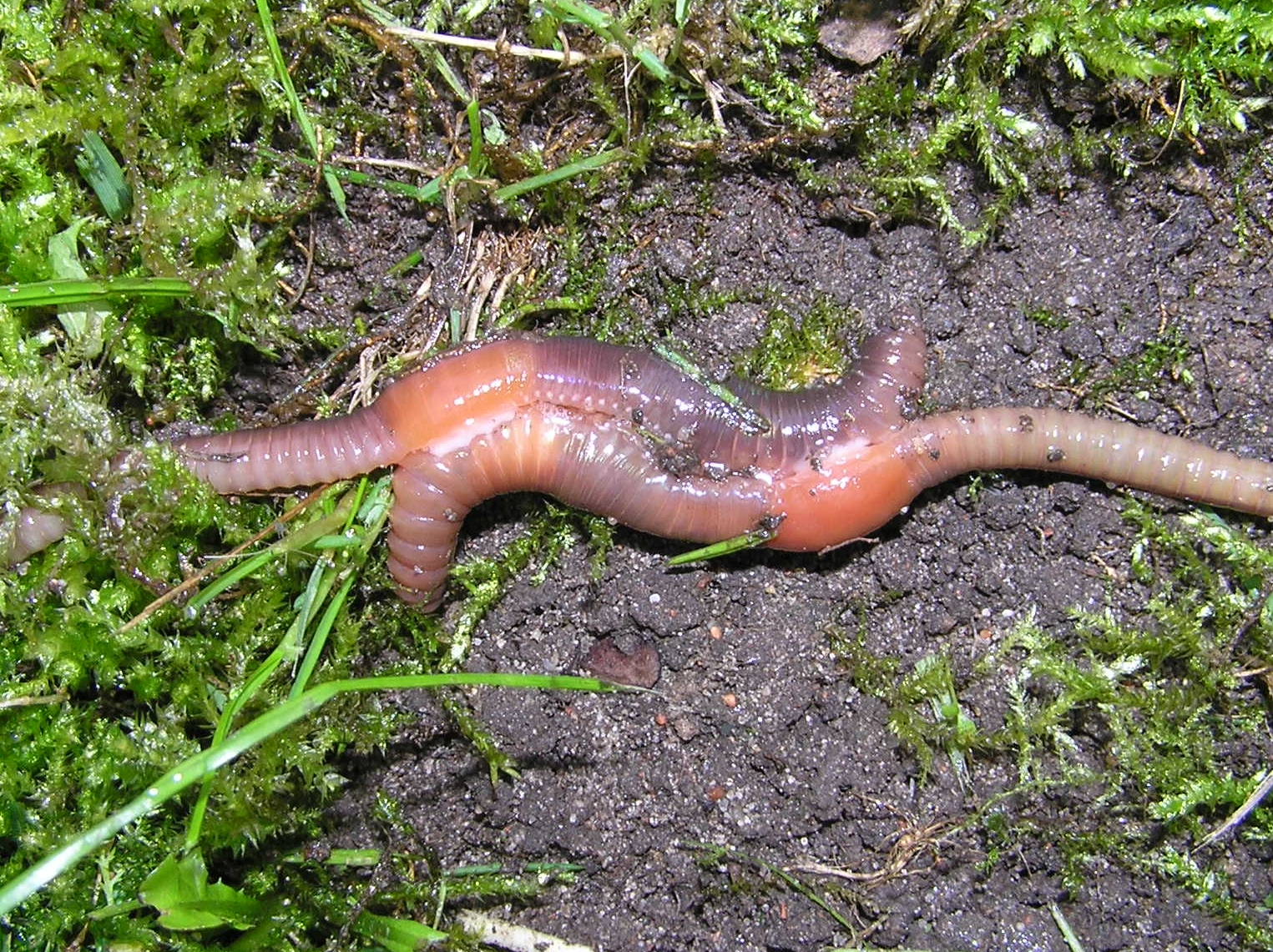
L'accouplement des vers de terre est exclusivement masculin par copulation tête-bêche des deux partenaires maintenus en contact par le mucus sécrété par le clitellum, et par échange de leurs spermes.

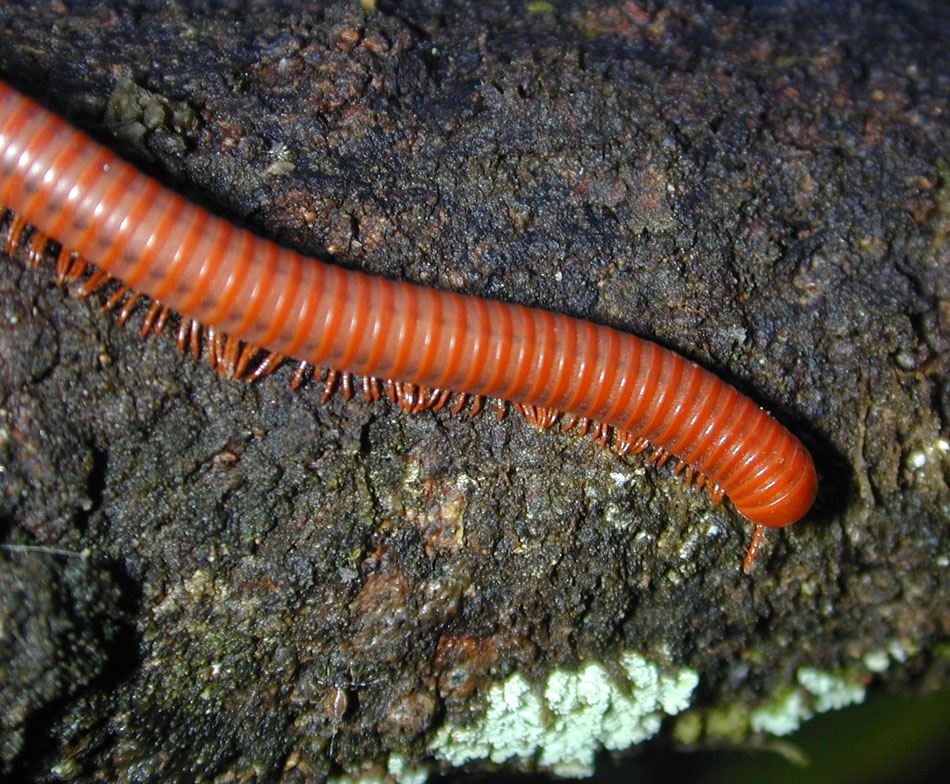
Mille-patte (Myriapode, Diplopode)

Cloporte (Isopode)

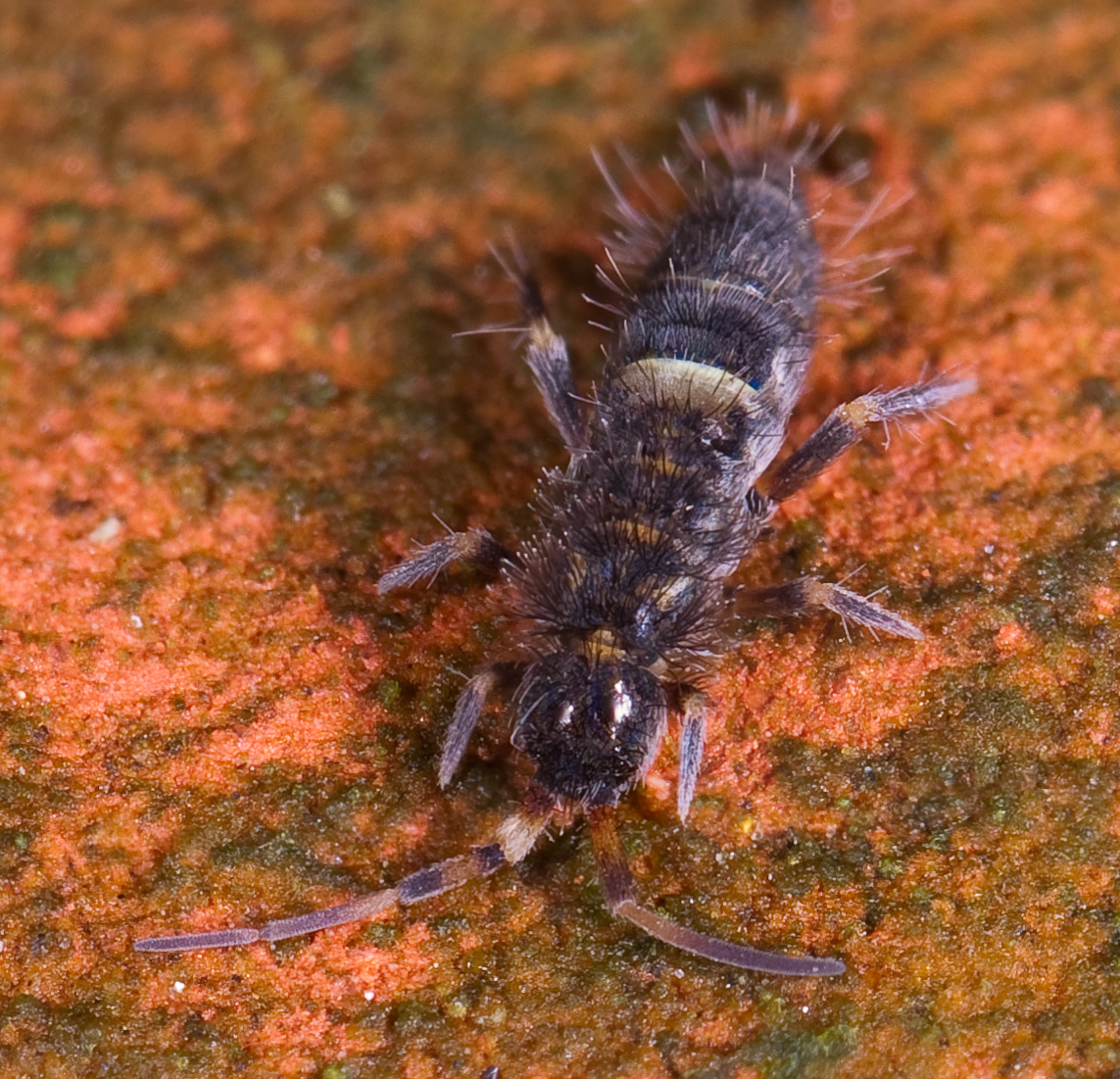
Orchesella cincta (Collembole)

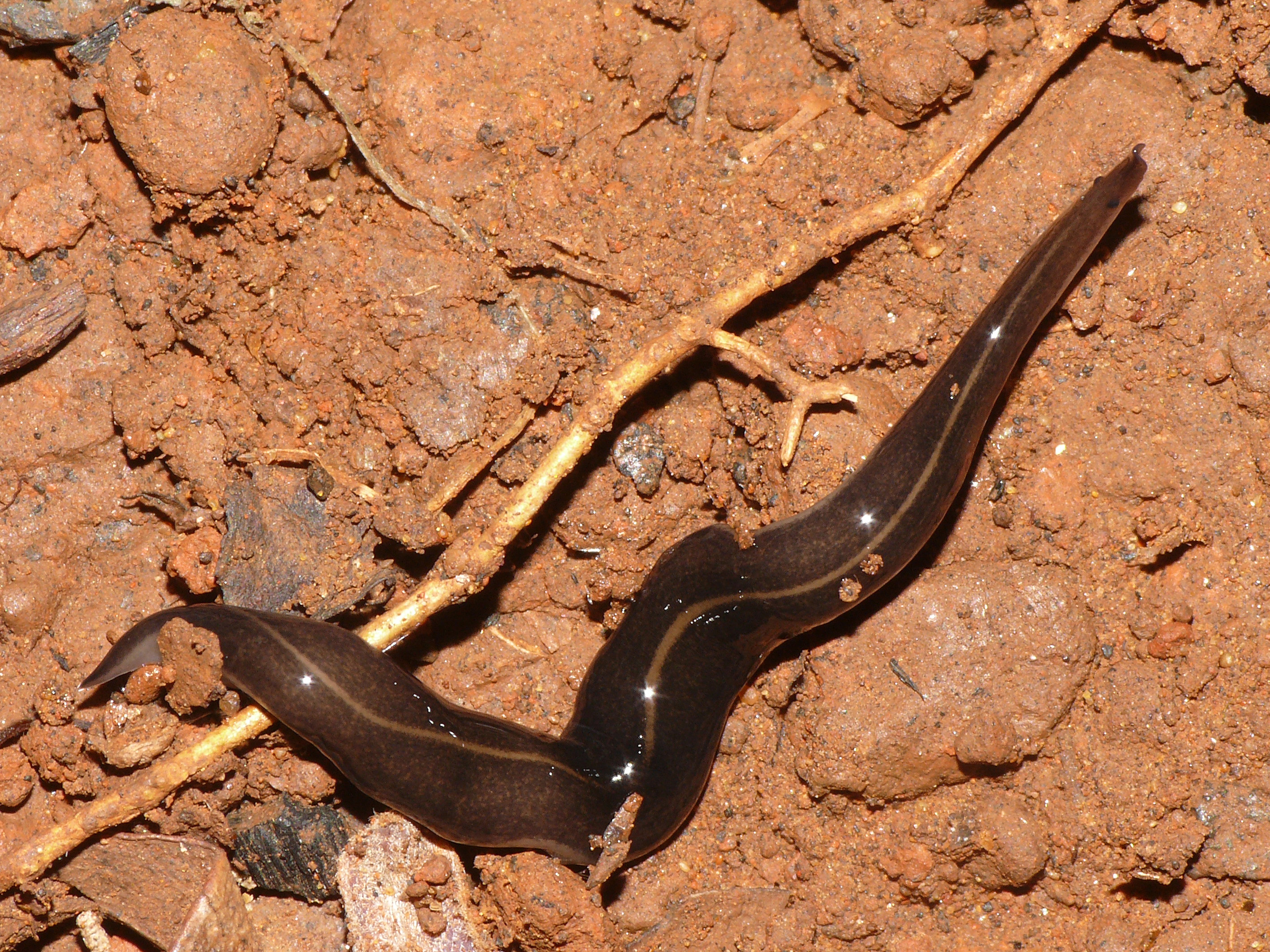
Platydemus manokwari (Turbellarié)

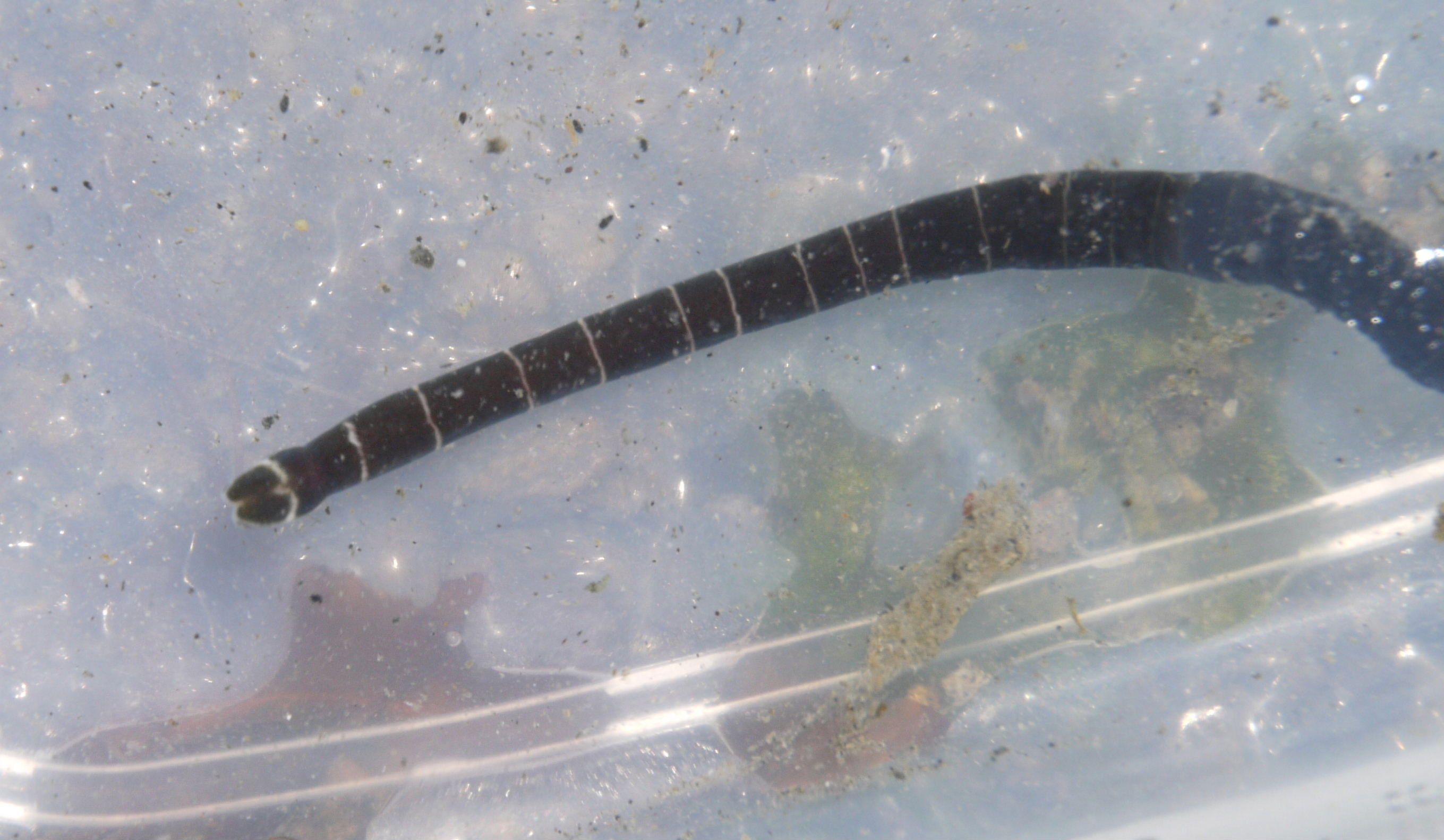
Lineus geniculatus (Némerte)

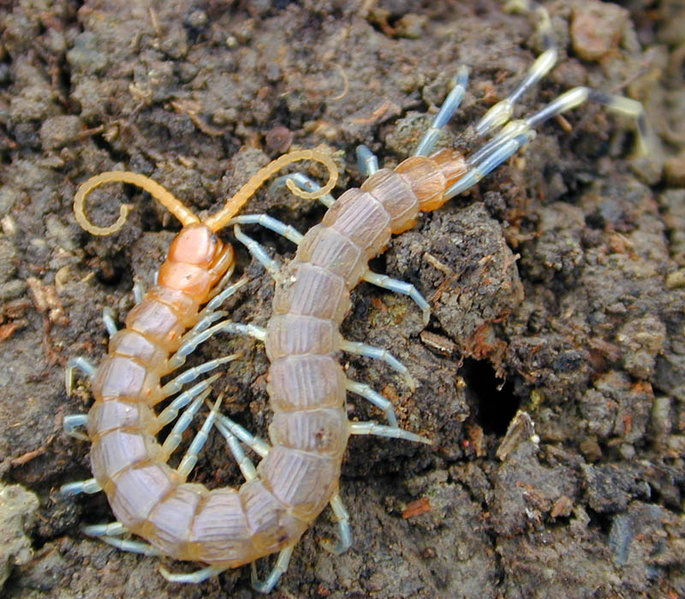
Scolopendre (Myriapode, Chilopode)

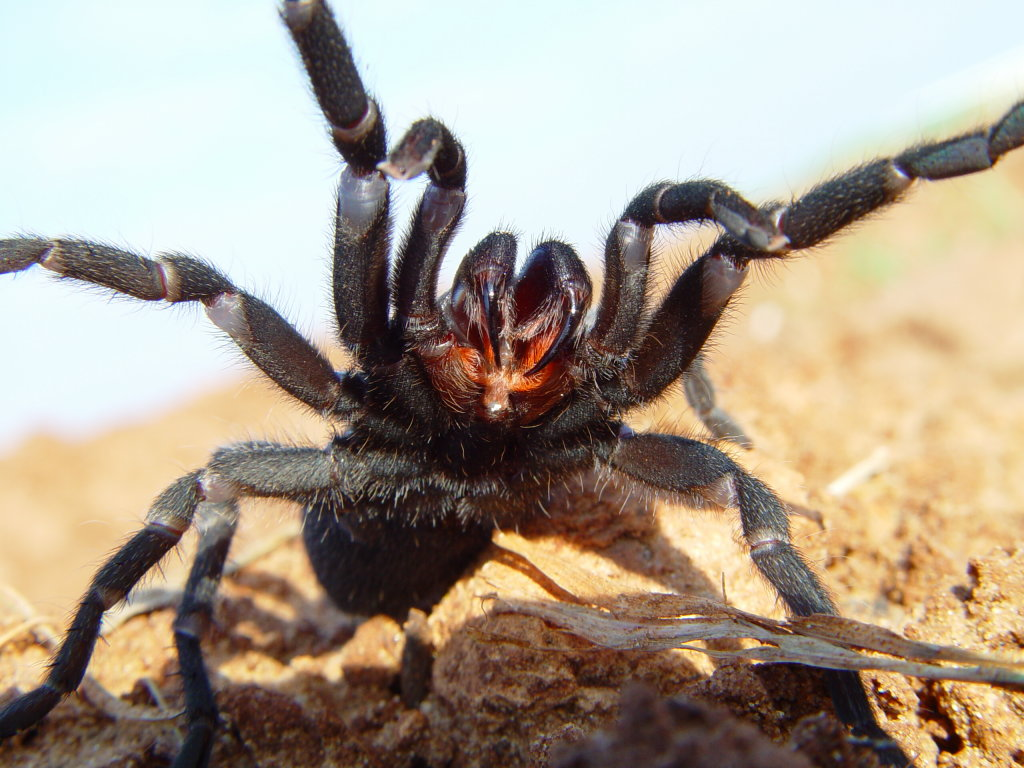
Chaetopelma aegyptiaca (Arachnide)

Cartographie simplifiée des variations à grande échelle d'acidité du sol.
Rouge = sols acides. Jaune = Sols neutres (pH de 7 environ) Blue = sols alcalins. noir = pas de données.

La biodiversité du sol est la variété des formes de vie, animales, végétales et microbiennes, présentes dans un sol pour au moins une partie de leur cycle biologique. 
La biodiversité du sol inclut les habitants de la matrice du sol ainsi que ceux des « annexes du sol » (litière, bois morts en décomposition, cadavres d'animaux, déjections). C'est une partie de la biodiversité souterraine qui inclut aussi la vie des milieux cavernicoles, karstiques, des aquifères, de certaines failles et faillettes, etc. Près d'un cinquième de toute la biomasse (microbienne notamment) pourrait être souterraine et vivant dans les sédiments, méconnue, mais jouant un rôle majeur en tant que puits de carbone, producteur de sol, et dans les cycles biogéochimiques terrestres. Les progrès de la métagénomique appliqués aux sols, aux sédiments et aux nappes phréatiques ont récemment montré que la majorité des phylums bactériens connus sont aussi présents sous la surface des terres émergées, et 47 lignées de nouveaux phylums y ont été en outre récemment découvertes, permettant de progressivement mieux comprendre la distribution et les voies de pénétration/circulation des organismes du sol et des milieux souterraines connexes.

L'identification, le comptage et la caractérisation de la diversité des organismes vivants des sols permettent de définir des indicateurs (ou bioindicateurs) de la qualité des sols et de l'environnement souterrain (et aérien parfois).

## Généralités
« Nous en savons davantage sur le mouvement des corps célestes que sur le sol que nous foulons. »

— Citation attribuée à Léonard de Vinci (c. 1500).
Le sol est un habitat complexe et hétérogène sur de courtes distances, qui comprend de nombreux espaces et où plusieurs formes de ressources nutritives coexistent. Dès lors, une multitude d'organismes vivants peut coloniser ce milieu donnant naissance à des chaînes trophiques très diversifiées. La plupart des espèces se retrouve dans les 2-3 premiers centimètres de sol où les concentrations en matières organiques et en racines sont les plus élevées.
Outre sa fonction de support de production, le sol remplit de nombreuses fonctions environnementales, comme celle de filtre et de lieu de stockage de l'eau et des polluants. La fertilité des sols, la qualité des productions alimentaires, la pureté de l'air et la qualité de l'eau sont liées à un bon fonctionnement du sol et à l'activité des organismes qui le peuplent. Le sol abrite ainsi plus de 25% des espèces animales et végétales décrites,, ce qui en fait, parmi les écosystèmes terrestres, un des habitats les plus riches en diversité biologique. Une cuillère à café de sol de jardin peut contenir plus d'un million d'organismes répartis en plusieurs milliers d'espèces différentes. Même si chacun de ces organismes vivants joue individuellement un rôle spécifique dans les fonctions et les propriétés du sol, c'est leur grande diversité et les relations qu'ils établissent entre eux qui mettent en œuvre des processus biologiques à l'origine du bon fonctionnement des milieux terrestres et de leur adaptabilité aux changements (ex: changement climatique ou changement d'usage des terres). Cependant la biodiversité du sol reste globalement méconnue, autant sur le plan taxonomique (la plupart de ses microbes constituant le microbiote du sol ne sont pas cultivables sur les milieux de culture disponibles) qu'écologique (structure des réseaux trophiques notamment). 
Le sol est ainsi considéré comme la « troisième frontière biotique », c'est-à-dire l'un des milieux dont l'homme n'a pas encore exploré toute la richesse, après les grands fonds océaniques et les canopées des forêts équatoriales, du fait de sa complexité, de son inaccessibilité et de son impressionnante diversité,,. 
Les organismes du sol sont généralement subdivisés en plusieurs groupes :
- la mégafaune (taupes, crapauds, serpents, etc.),
- la macrofaune, visible à l'œil nu (vers de terre, termites, fourmis, larves d'insecte, etc.),
- la mésofaune, visible à la loupe (acariens, collemboles, etc.),
- la microfaune, et les micro-organismes, visibles seulement au microscope (protozoaires, nématodes, bactéries, champignons, algues).

Les plus petits organismes sont les plus nombreux et les plus diversifiés. Il existerait ainsi plus de deux millions d'espèces de bactéries et de champignons dont seulement 1 % aurait été identifié. Les vers de terre représentent quant à eux le groupe dont la biomasse est la plus importante (60 à 80 % de la biomasse animale des sols) et la diversité spécifique la mieux connue.
Outre cet ensemble d'organismes, la composante biologique du sol comprend les organes souterrains des végétaux (racines des plantes, mycorhizes, nodosités...) présents dans la rhizosphère.

## Diversité taxonomique

### Identification
La diversité des organismes du sol s'étudie de l'échelle du gène à celle de la communauté, de l'échelle du micro-agrégat à celle du paysage. L'étude des animaux les plus gros (macrofaune) se fait par collecte et piégeage suivi de leur identification au laboratoire : on compte par exemple le nombre et la masse d'organismes par mètre carré de sol. Le principal moyen de piéger la macrofaune invertébrée circulant à la surface du sol est le piège Barber, ou piège-fosse, qui consiste en un pot enterré dans le sol dans lequel vont tomber les animaux. 
Concernant les vers de terre, la méthode la plus utilisée consiste à arroser le sol d'une solution d'AITC (Allyl isothiocyanate), composé chimique présent dans la moutarde notamment et dont le contact irrite les vers, afin de les faire remonter à la surface. Il suffit alors de collecter les vers et de les identifier. C'est par exemple la méthode utilisée par l'Observatoire Participatif des Vers de Terre. Il est également possible, pour un échantillonnage plus complet, d'excaver une partie de la surface du sol et de procéder à un tri manuel pour dénombrer et identifier les vers qui s'y trouvent.
La grande majorité des organismes du sol n'est cependant pas visible à l'œil nu. Il s'agit alors de prélever un échantillon de sol afin d'extraire les organismes au laboratoire à l'aide d'appareils spécifiques et de les observer à la loupe binoculaire et au microscope. L'un des appareils d'extraction les plus utilisés est l'appareil dit de Berlese (du nom de son inventeur Antonio Berlese) qui consiste à soumettre l'échantillon récolté à une source de lumière, et donc également de chaleur, qui va pousser les organismes du sol à migrer vers le bas afin d'éviter la dessiccation et à tomber dans un pot contenant un liquide conservateur, comme de l'alcool à 70°.
Pour les bactéries et les champignons microscopiques, les dernières technologies permettent d'extraire leur ADN du sol et de caractériser la structure, la densité et la diversité génétique des espèces, voire d'en identifier une partie. 

### Taille et abondance
De manière globale, la faune du sol peut être classée dans une optique fonctionnelle en quatre catégories, selon la taille des organismes qui la composent : la microfaune est constituée d'animaux d'une longueur inférieure à 0,2 mm (diamètre <0,1 mm) et regroupe tous les protozoaires (amibes, Flagellés, Ciliés, Rotifères, Tardigrades et les plus petits des Nématodes) ; la mésofaune, dont la longueur varie entre 0,2 et 4 mm (diamètre de 0,1 à2 mm), comprend la majorité des Nématodes, les Acariens (gamases, oribates), les Collemboles, les Protoures, les Diploures et les jeunes larves de macrorathropodes) ; la  macrofaune, dont la longueur varie de 4 à 80 mm environ (diamètre de 2 à 20 mm) regroupe principalement les Annélides oligochètes (enchytrées, lombrics), mollusques Gastéropodes (limaces, escargots), macroarthropodes (isopodes, Diplopodes, Chilopodes, Arachnides, et insectes comprenant notamment les Isoptères, Orthoptères, Coléoptères, Diptères et Hyménoptères) ; la mégafaune, dépassant 80 mm de longueur, comprend des vertébrés (reptiles, mammifères fouisseurs tels que les campagnols, les chiens de prairie, les marmottes, les spalax ou les taupes), les Gymnophiones et les typhlopoïdes. 
Les estimations d'abondance trouvées dans la littérature scientifique varient considérablement selon les sols étudiés. Les moyennes du nombre d'individus en régions tempérée sont, pour un mètre carré de sol : macrofaune de 100 à 1000, mésofaune de 104 à 105, microfaune de l'ordre de 106. Les estimations pour le microbiote du sol sont encore très imparfaites : de 1011 à 1014 bactéries/m2 et la surface cumulée de toutes les hyphes du mycélium des microchampignons peut dépasser 100 m2,.

## Expérimentations nationales
En France, depuis le début des années 2000 des programmes de recherche et expérimentations ont été mis en place à l'échelle nationale pour mieux connaître la biodiversité du sol à l'échelle de la France et pour déterminer comment les organismes du sol pourraient être utilisés comme outils de surveillance de la qualité des sols. Ainsi, le premier protocole d'extraction de l'ADN des échantillons de sol a été développé dans le cadre du programme de recherche GESSOL ("Fonctions environnementales et gestion du patrimoine sol"). Par ailleurs, un programme national de recherche, ayant pour objectif de définir une batterie de « bio-indicateurs de la qualité des sols »,, a été coordonné par l'Agence de l'Environnement et de la Maîtrise de l'Énergie (ADEME).

## Rôles

### Les organismes et leurs fonctions
Si les organismes du sol peuvent être classés suivant leur taille, ils peuvent aussi être regroupés selon leurs rôles, et ceci à différentes échelles, :
- Les ingénieurs physiques (ex: vers de terre, termites, fourmis) renouvellent la structure du sol, créent des habitats pour les autres organismes du sol et régulent la distribution spatiale des ressources en matières organiques ainsi que le transfert de l'eau.
- Les régulateurs (nématodes, collemboles et acariens) contrôlent la dynamique et l'activité des populations de micro-organismes du sol. La présence d'une diversité de prédateurs permet par exemple de limiter la prolifération de certains champignons ou bactéries pathogènes des cultures.
- Les ingénieurs chimistes, principalement les micro-organismes (bactéries et champignons microscopiques) assurent la décomposition de la matière organique (ex: les feuilles des arbres) en éléments nutritifs facilement assimilables par les plantes, comme l'azote et le phosphore. Ils sont également responsables de la dégradation des polluants organiques comme les hydrocarbures et les pesticides.

### Intérêt des organismes
L'activité de ces organismes est à la base de nombreux services écosystémiques essentiels aux sociétés humaines,:
- La fertilité du sol. Les organismes du sol supportent indirectement la qualité et l'abondance de la production végétale en renouvelant la structure du sol, en permettant la décomposition des matières organiques et en facilitant l'assimilation des nutriments minéraux disponibles pour les plantes.
- La protection des cultures. Avoir une importante biodiversité du sol, c'est augmenter la probabilité que les sols hébergent un ennemi naturel des maladies des cultures. Maintenir ou favoriser la diversité des organismes du sol permet donc de limiter l'utilisation de pesticides.
- La régulation du cycle de l'eau et la lutte contre l'érosion des sols. La présence d'ingénieurs de l'écosystème tels que les vers de terre favorise l'infiltration de l'eau dans le sol en augmentant la perméabilité des horizons de surface. Par exemple, la disparition de population de vers de terre dans des sols contaminés peut réduire jusqu'à 93 % la capacité d'infiltration des sols et amplifier le phénomène d'érosion.
- La décontamination des eaux et des sols. Les microorganismes peuvent immobiliser et dégrader les polluants. Cette alternative aux méthodes conventionnelles de dé-pollution pourrait permettre de réduire le coût de la décontamination des sols en Europe estimé en 2000 entre 59 et 109 milliards d'euros[25].
- La santé humaine. Les organismes du sol constituent le plus important réservoir de ressources génétiques et chimiques pour le développement de nouveaux produits pharmaceutiques. Par exemple, l'actinomycine et la streptomycine sont des  antibiotiques communs dérivés des champignons du sol. Aujourd'hui, de nombreux scientifiques étudient la biodiversité du sol afin de découvrir les médicaments du futur mais aussi des biocatalyseurs (ex: bioraffinage des matériaux lignocellulosiques).

## Menaces sur la biodiversité
L'accroissement de la pression exercée par les activités humaines (l'artificialisation et l'imperméabilisation des terres, leurs modes de gestion agricole et forestière) et les changements climatiques, sont et seront les principales causes des dégradations subies par les sols. La biodiversité du sol est directement menacée par les dégradations telles que l'érosion, la diminution des teneurs en matières organiques, les pollutions locales et diffuses, le tassement, l'acidification, l'imperméabilisation et la salinisation des sols,,. Le changement d'usage des terres (ex: urbanisation, mise en culture, déforestation) est la première cause de baisse de biodiversité car les organismes du sol n'ont généralement pas le temps de se déplacer ou de s'adapter à leur nouvel environnement. Généralement, les prairies naturelles abritent une plus grande diversité d'organismes que les sols agricoles soumis à des pratiques plus intensives. Dans les agglomérations urbaines, la fermeture des sols et le cloisonnement des espaces verts menacent directement le maintien de la biodiversité.

## Estimations économiques
La valeur des services écosystémiques rendus par la biodiversité du sol (fertilité du sol, protection des cultures, régulation des cycles des nutriments et de l'eau, décontamination des eaux et des sols, ressources pour le développement de produits pharmaceutiques) n'est généralement pas perçue par les bénéficiaires. Depuis le début les années 1990, des recherches sont mises en place pour estimer la valeur des services liés à la biodiversité, dans l'objectif d'élaborer des objectifs de protections aux échelles nationales et supra-nationales et de l'intégrer dans le coût de chaque projet à l'échelle locale,. La prise en compte effective de la valeurs des services écosystémiques liés à la biodiversité du sol pourrait corriger voire inverser les écarts de rentabilité entre différents types d'usage du sol ou de pratiques agricoles.
| Services liés à la biodiversité       | Bénéfices économiques globaux (Milliards de $) |
| ------------------------------------- | ---------------------------------------------- |
| Recyclage des résidus                 | 760                                            |
| Formation du sol                      | 25                                             |
| Fixation d'azote                      | 90                                             |
| Bioremédiation des produits chimiques | 121                                            |
| Biotechnologies                       | 6                                              |
| Biocontrôle des espèces nuisibles     | 160                                            |
| Pollinisation                         | 200                                            |
| Autres aliments naturels              | 180                                            |

## Préservation
Les politiques d'aménagement du territoire et de gestion des sols ont une importance majeure sur la biodiversité du sol et donc les services rendus. Bien que les activités humaines pèsent très fortement sur les sol et ses fonctions écologiques, elles n'ont pas toujours un impact négatif et ne sont pas toutes irréversibles,,.
Quelques exemples de pratiques favorables à la biodiversité du sol :
- Augmenter la teneur en matière organique du sol. Des apports réguliers de matière organique améliorent la structure du sol, augmentent la capacité de rétention de l'eau et des nutriments, protègent le sol contre l'érosion et le tassement et soutiennent le développement d'une communauté saine d'organismes du sol. Des pratiques, comme le maintien des résidus de culture à la surface du sol, les rotations qui incluent des plantes à fort taux de résidus, les cultures intercalaires, les systèmes avec peu ou pas de labour ou l'épandage de compost ou d'autres produits résiduaires organiques augmentent la teneur en matière organique des sols.
- Limiter les intrants agro-chimiques et la contamination des sols. L'utilisation de pesticides et de fertilisants chimiques favorise les rendements mais les matières actives peuvent nuire aux organismes du sol. Par ailleurs, les apports de contaminants volontaires (ex: bouillie bordelaise à base de cuivre) ou involontaires (ex: cadmium dans les engrais, mercure dans les boues de stations d'épuration, zinc dans les lisiers) peuvent avoir une influence sur les organismes du sol conduisant à des modifications de la biodiversité.
- Prévenir le tassement du sol. Le tassement du sol par des passages répétés d'engins, en particulier sur sol mouillé, diminue les quantités d'air, d'eau et d'espace disponibles pour les racines et les organismes du sol. Comme la remédiation est difficile voire impossible, la prévention est essentielle (ex: utilisation de pneus basse pression, réduction du nombre de passages).
- Minimiser le risque d'érosion. Un sol nu est sensible à l'érosion par le vent et l'eau, au dessèchement et à l'encroûtement. La présence d'une couverture végétale ou de résidus de cultures protège le sol, fournit des habitats pour les organismes du sol et peut améliorer la disponibilité en eau et en nutriments.

## Prise en compte institutionnelle
- En 2010, l'Union Européenne a publié un atlas de la biodiversité du sol[30]. Cet atlas a été traduit en français en 2013.
- La convention de Rio sur la diversité biologique (CDB) considère que la biodiversité des sols nécessite une attention spéciale, ce qui a justifié une “Initiative internationale pour la conservation et l'utilisation durable de la diversité biologique des sols”.
- Le sol a été également évoqué à la conférence mondiale sur la biodiversité de Nagoya (2010).